# Hennadi Avdjejenko
Gennadi Valentinovitsj Avdejenko (Oekraïens: Геннадій Валентинович Авдєєнко; Hennadij Valentynovytsj Avdejenko; Russisch:
Геннадий Валентинович Авдеенко; Odessa, 4 november 1963) is een voormalige Sovjet-atleet, die was gespecialiseerd in het hoogspringen. Hij werd olympisch kampioen, wereldkampioen en meervoudig Sovjetkampioen in deze discipline.

## Loopbaan
Avdejenko begon zijn sportieve carrière in 1980, toen hij op zestienjarige leeftijd met hink-stap-springen al 15,57 m ver kwam. Hierna richtte hij zich op het hoogspringen en in 1982 sprong hij al 2,22. In 1983 brak hij internationaal door met het winnen van een gouden medaille op de wereldkampioenschappen in Helsinki. Een jaar later deed hij niet mee aan de Olympische Spelen van 1984, omdat de Oostblok-landen die Spelen boycotten.
In 1987 werd Gennadi Avdejenko tweede op de wereldindoorkampioenschappen in Indianapolis  en later weer tweede op de WK in Rome. Het sportieve hoogtepunt van zijn carrière is de gouden medaille die hij won op de Olympische Spelen van 1988 in Seoel.
Avdejenko was van beroep mecanicien en getrouwd met hoogspringster Ljoedmila Avdejenko-Petras. Beide atleten waren aangesloten bij SKA Odessa.

## Titels
- Olympisch kampioen hoogspringen - 1988
- Wereldkampioen hoogspringen - 1983
- Sovjet kampioen hoogspringen - 1987, 1988
- Sovjet indoorkampioen hoogspringen - 1987

## Persoonlijke records
| Onderdeel              | Prestatie | Datum            | Plaats       |
| ---------------------- | --------- | ---------------- | ------------ |
| hoogspringen (outdoor) | 2,38 m    | 6 september 1987 | Rome         |
| hoogspringen (indoor)  | 2,38 m    | 7 maart 1987     | Indianapolis |

## Palmares

### hoogspringen
- 1983:  WK - 2,32 m
- 1987:  WK indoor - 2,38 m
- 1987:  WK - 2,38 m
- 1988:  OS - 2,38 m (OR)

## Prestatieontwikkeling
- 1980: 2,06 m
- 1981: 2,21 m
- 1982: 2,22 m
- 1983: 2,32 m
- 1984: 2,31 m
- 1985: 2,35 m
- 1986: 2,35 m
- 1987: 2,38 m
- 1988: 2,38 m
- 1989: 2,37 m
- 1990: 2,35 m

1896: Ellery Clark ·
1900: Irving Baxter ·
1904: Samuel Jones ·
1908: Harry Porter ·
1912: Alma Richards ·
1920: Richmond Landon ·
1924: Harold Osborn ·
1928: Robert Wade King ·
1932: Duncan McNaughton ·
1936: Cornelius Johnson ·
1948: John Winter ·
1952: Walter Davis ·
1956: Charles Dumas ·
1960: Robert Sjavlakadze ·
1964: Valeri Broemel ·
1968: Dick Fosbury ·
1972: Jüri Tarmak ·
1976: Jacek Wszoła ·
1980: Gerd Wessig ·
1984: Dietmar Mögenburg ·
1988: Hennadi Avdjejenko ·
1992: Javier Sotomayor ·
1996: Charles Austin ·
2000: Sergej Kljoegin ·
2004: Stefan Holm ·
2008: Andrej Silnov ·
2012: Erik Kynard ·
2016: Derek Drouin ·
2020: Gianmarco Tamberi & Mutaz Essa Barshim ·
2024: Hamish Kerr
1983 Hennadi Avdjejenko ·
1987 Patrik Sjöberg ·
1991 Charles Austin ·
1993 Javier Sotomayor ·
1995 Troy Kemp ·
1997 Javier Sotomayor ·
1999 Vjatsjelav Voronin ·
2001 Martin Buß ·
2003 Jacques Freitag ·
2005 Joeri Krymarenko ·
2007 Donald Thomas ·
2009 Jaroslav Rybakov ·
2011 Jesse Williams ·
2013 Bohdan Bondarenko ·
2015 Derek Drouin ·
2017 Mutaz Essa Barshim ·
2019 Mutaz Essa Barshim ·
2022 Mutaz Essa Barshim ·
2023 Gianmarco Tamberi